# Encrinus
Encrinus – wymarły rodzaj łodygowych liliowców (Crinoidea) z okresu triasowego.
Posiada 10 ramion w koronie. Rodzaj szczególnie licznie występujący w morskich utworach wyższej części dolnego wapienia muszlowego i górnego wapienia muszlowego tzw. basenu germańskiego, czyli na terenie Polski pozakarpackiej i Niemiec pozaalpejskich. Jest tam jedną z najliczniejszych makroskamieniałości, tworząc tzw. wapienie krynoidowe. Oprócz tego w niewielkich ilościach spotykany także w Tatrach, Alpach, Bułgarii. Opisany także z Nowej Zelandii, jednak status taksonomiczny tego znaleziska jest podawany w wątpliwość. W Polsce ławice krynoidowe zbudowane głównie z Encrinus szczególnie powszechne są na Górnym Śląsku i w Górach Świętokrzyskich. Dość liczne także w polskich Tatrach.
Przeważnie liliowce Encrinus zachowują się w postaci całkowicie rozłączonych elementów szkieletowych, znane są jednak całe szkielety o szczególnie dużej wartości naukowej i kolekcjonerskiej, zwłaszcza z górnego wapienia muszlowego Niemiec. 
Skamieniałości różnych gatunków Encrinus mają znaczenie w datowaniu skał i są ważnymi skamieniałościami przewodnimi dla anizyku i ladynu.
- Zasięg wiekowy:  trias środkowy (anizyk, ladyn)
- Wielkość – kilkanaście cm (z łodygą).

Gatunki:
- Encrinus liliiformis – najpospolitszy liliowiec górnego wapienia muszlowego
- Encrinus aculeatus – dolny wapień muszlowy